# Barbarism Begins at Home
«Barbarism Begins at Home» — це пісня британського рок-гурту The Smiths зі студійного альбому Meat is Murder, яка була випущена обмеженим релізом у Німеччині та Італії у квітні 1985 року, але не була випущена як сингл у Великій Британії до 1988 року.